# Окно в Париж
«Окно́ в Пари́ж» (фр. Salades russes) — двухсерийный комедийный фильм-фантасмагория режиссёра Юрия Мамина.
Съёмки фильма проходили в Санкт-Петербурге, Москве и Париже. Премьера состоялась 13 февраля 1994 года на Берлинском фестивале, в прокат фильм вышел в России в марте того же года. «Окно в Париж» считается самой известной и удачной режиссёрской работой Мамина.

## Сюжет
Россия, 1992 год. Преподаватель музыки Николай Чижов получает комнату в петербургской коммуналке, там же живёт рабочий с фабрики музыкальных инструментов Горохов с семьёй. Предыдущая хозяйка комнаты бесследно исчезла и Чижов вселяется в опустевшую комнату.
Во время вечеринки по случаю новоселья Чижов и его гости обнаруживают в комнате таинственно пропавшей старухи-соседки заставленное шкафом окно. Окно ведёт на крышу, с которой подвыпившие мужчины спускаются на улицу, будучи в полной уверенности, что это улица родного Петербурга.
Они заходят в бар, приняв его за валютный, где выменивают себе пиво за юбилейные рубли. Гости уезжают на такси, а Горохов и Чижов возвращаются домой. Как выясняется на следующий день, это непростое окно: раз в несколько десятков лет оно открывается в Париж на небольшое время (в фильме есть даты по ст. ст.: 12.05.1912 — 27.06.1912; 17.03.1932 — 23.03.1932; 1.07.1962 — 3.07.1962; 8.05.1992 — 10.06.1992; 5.09.2012 — 18.09.2012; 10.01.2022 — 13.02.2022). Об этом рассказала остальным жильцам, «на допросе с пристрастием» (Горохов угрожал кастрацией кота), застигнутая врасплох старуха, вернувшаяся в свою комнату за пропавшим котом.
Понимая, что время пребывания в Париже очень ограничено, Горохов с семьёй начинают вести коммерческую деятельность с целью заработать побольше валюты (торговля сувенирами, игра на шарманке и простое воровство, вплоть до протаскивания через «окно» машины Citroën 2CV). В процессе они сталкиваются с французскими уличными шарманщиками, но ухитряются заманить их в Петербург, где те попадают в милицию. Уехавшие в такси гости обитателей коммуналки потерялись, но один из них, бывший партийный функционер, догадывается обратиться к Французской коммунистической партии под видом делегации из России, и французские коммунисты оплачивают многодневный счёт за такси — 8500 франков.
Из-за того, что грузчики бесцеремонно разгрузили купленные лицеем компьютеры у него в классе прямо во время урока, Николай устроил скандал. На педсовете директор и завуч убеждают его во вторичности музыкального и эстетического образования для учеников. Николай с этим не соглашается, отказывается мириться, и его увольняют.
Его ученики устраивают забастовку с требованием вернуть уроки любимого учителя. Руководство лицея просит Чижова вернуться и повлиять на детей. Николай, убеждая детей прекратить забастовку, обещает им экскурсию туда, где они не ни разу не были и вряд ли когда-нибудь будут. Затем Николай через своего давнего знакомого, живущего в Париже, пытается найти себе работу. Его принимают пианистом, но оказывается, что играть произведения Моцарта предстоит в нудистском клубе, причём без штанов. Николай отказывается и, разочарованный, возвращается в Петербург.
Параллельно развивается любовная история главного героя фильма и парижанки Николь, чья квартира имеет выход на ту же крышу, что и «окно». Горохов, желая избавиться от бурных протестов Николь из-за хамского вторжения в её жизнь, заманивает француженку через окно в петербургскую коммуналку и оставляет в подъезде. В легком халате она выходит из дома с намерением обратиться в полицию, но оказывается в Петербурге.
Николь теряется на улицах Петербурга, где столкнувшись с российской действительностью 1990-х годов, едва не сходит с ума. К вечеру она оказывается у гостиницы «Санкт-Петербург», где замечает французских туристов. Она бежит к ним, но её оттесняют охранники. Подоспевшие милиционеры пытаются задержать Николь, но ей удаётся убежать. Спрятавшись в одном из дворов, она узнаёт дом, из которого вышла и возвращается в коммуналку. Но Горохов её не впускает и вызывает милицию. Вернувшийся домой Чижов узнаёт от Горохова о задержании Николь, находит её в отделении милиции и убеждает милиционеров выпустить француженку, представив её как певицу Эдит Пиаф. Начальник отделения даже выделяет милицейский УАЗ-469 с водителем, чтобы отвезти иностранку в гостиницу. В пути обман раскрывается и поступает приказ задержать беглецов. Чижов и Николь, угрожая водителю, угоняют милицейский автомобиль и возвращаются в коммуналку. Обитатели коммуналки встречают их радостно, Николь возвращается в свою парижскую квартиру.
К Николаю домой приходят его ученики и напоминают про экскурсию. Он решает показать детям Париж. Ребятам город очень понравился, они пытаются зарабатывать уличными танцами перед базиликой Сакре-Кёр. Дети не хотят возвращаться домой, но Николаю удается их переубедить. Когда же приходит время возвращаться, герои на несколько минут опаздывают к закрытию окна.
В стремлении вернуться герои едут в парижский аэропорт Шарль-де-Голль, где им удаётся угнать самолёт и вылететь в Петербург.
Через несколько месяцев после закрытия окна Чижов видит на улице Петербурга старухиного кота и выслеживает его до трещины в стене. Немедленно появляется Горохов и они начинают разламывать стену отбойным молотком, надеясь расчистить ещё одно окно в Париж.

## В ролях
- Сергей Донцов (Дрейден) — Николай Николаевич Чижов
- Аньес Сораль — Николь
- Виктор Михайлов — Николай Горохов
- Нина Усатова — Верка, жена Горохова
- Наталья Ипатова — дочь Горохова
- Кира Крейлис-Петрова — тёща Горохова
- Андрей Ургант — Гуляев
- Виктор Гоголев — Кузьмич
- Елена Драпеко — завуч бизнес-лицея
- Валентин Букин — директор бизнес-лицея
- Сергей Лабырин — лейтенант в отделении милиции
- Анатолий Сливников — майор в отделении милиции
- Олег Белов — начальник отделения милиции
- Тамара Тимофеева — старуха — Мария Олеговна
- Варвара Шабалина — женщина с «толчка»
- Анатолий Рудаков — завхоз
- Владимир Калиш — Иванов — работник обкома партии
- Алексей Заливалов — Петров, трубач
- Алексей Козодаев — Сидоров
- Вячеслав Васильев — французский коммунист
- Жан Рюпер[фр.] — мсье Прево
- Малка Рибовска[фр.] — дама в чёрном
- Бернар Кассюс-Суланис (Bernard Cassus-Soulanis) — агент строительной фирмы
- Анатолий Шведерский — дирижёр
- Юрий Тарасов — мальчишка-оратор, ученик Чижова
- Игорь Бубенчиков — помощник завуча бизнес-лицея

## Саундтрек
В фильме звучат преимущественно вариации на тему классической музыки.
- В начальной и заключительной сцене фильма, а также по его ходу, использован мотив «Старинной французской песенки» (#16) из Детского альбома (Op. 39) Петра Ильича Чайковского в разных обработках.
- Герой Андрея Урганта, зажав смычок между ног, исполняет на скрипке в Клозери де Лила под аккомпанемент фортепиано «Чардаш» Витторио Монти.
- Картину морального падения детей в квартале красных фонарей Чижов представляет под мотивы «Куплетов Мефистофеля» Шарля Гуно.
- В сценах, когда Чижов, подобно гаммельнскому крысолову, игрой на флейте увлекает за собой детей, в переложении для флейты и банджо звучит тема части № 2 (Аллегро) Кончерто гроссо фа мажор Генделя (оп. 6 № 2 HWV 320)

В фильме звучит Баллада № 1 Фредерика Шопена.
Когда Чижов, пытаясь вызволить Николь из милицейского участка, обращается к ней на французском, он произносит первые строки из песни Ива Монтана «Большие бульвары» (фр. Les grands boulevards, стихи Jacques Plante, музыка Норбер Гланцберг).
J'aime flâner sur les Grands boulevards

Y'a tant de choses, tant de choses

Tant de choses à voir

## Создание
- По словам режиссёра, сюжетный ход с окном в Париж придумал Феликс Миронер и рассказал Алексею Герману, который и продал идею Мамину и Тигаю за бутылку коньяка.
- Сцену с разгромом телефонной будки, попавшую в фильм, жена Юрия Мамина наблюдала лично на улице, выгуливая собаку.
- Сцена с голым оркестром создавалась в Союзе композиторов[3].

## Награды
- 1993 — Конкурс профессиональных премий к/с «Ленфильм» и Ленинградского отделения СК (Премия кинопрессы Санкт-Петербурга за лучший фильм года)
- 1993 — ОКФ «Киношок» в Анапе (Приз за лучшую режиссуру)
- 1993 — Фестиваль сатиры и юмора в Санкт-Петербурге (Приз «Золотой Остап»)
- 1994 — 44-й МКФ в Берлине (Приз газеты Junge Welt)
- 1994 — Премия «Золотой Овен» (За лучшую кинокомедию)
- 1995 — Приз Московского международного фонда содействия ЮНЕСКО. На 2-м Международном кинофоруме в г. Суздале («Номинация: Киноманифест»)

## «Окно в Париж — 2»
По заявлению Ю. Мамина, сделанному в 2014 году, предполагалось продолжение фильма, но из-за отказа в получении государственного финансирования режиссёру пришлось собирать средства на съёмки путём краудфандинга.